# Salim Ben Hamidane
Salim Ben Hamidane (arabe : سليم بن حميدان), né le 12 mai 1969 à El May (Djerba), est un avocat et homme politique tunisien.
Il est ministre des Domaines de l'État et des Affaires foncières de 2011 à 2014 au sein du gouvernement Hamadi Jebali puis du gouvernement Ali Larayedh.

## Biographie

### Jeunesse
Issu d'une famille yousséfiste qui a souffert de brimades sous le régime du président Habib Bourguiba, il se lance dans le militantisme syndical et politique dès qu'il rejoint l'université en 1987 et assume des responsabilités au sein de l'Union générale tunisienne des étudiants (UGTE) à la faculté de droit et des sciences économiques et politiques de l'université de Sousse.

### Exil
À la suite de la dissolution de l'UGTE, Salim Ben Hamidane est pourchassé par le régime policier de Zine el-Abidine Ben Ali et quitte clandestinement le pays en septembre 1991 pour le Soudan, en passant par la Libye. Il reste six mois au Soudan avant de se rendre au Liban, où il poursuit des études universitaires à la faculté de droit de Beyrouth.
En 1993, à la suite de fausses accusations, un tribunal lui inflige par contumace une peine de quinze ans de prison. Il est pourchassé par les services de renseignement syriens. Dénoncé, arrêté, torturé par la police libanaise qui peut le livrer aux autorités tunisiennes, il quitte le Liban à l'été 1994 pour obtenir l'asile politique en Europe. Après avoir réussi à éviter l'extradition, à la suite d'interrogatoires aux aéroports d'Istanbul et Vienne, il entre en Suisse et y dépose une demande d'asile politique. La Confédération suisse ne répond pas à sa requête et n'accepte que sa mise sous résidence surveillée, ce qui l'empêche de poursuivre ses études universitaires. En 1995, il passe en France, où l'on ne reconnaît son droit à l'asile politique qu'après trois ans de résidence, en 1998.
Il poursuit ses études à l'université Paris-Descartes (Paris-V), où il obtient un DEA en droit international du développement ; il obtient également un doctorat en droit public de la même université avec une thèse intitulée L'Islam et l'État de droit. En 2001, il participe à la fondation du Congrès pour la République.

### Entrée au gouvernement
À l'occasion de la révolution qui chasse Ben Ali du pouvoir, il rentre en Tunisie le 23 janvier 2011 après vingt ans d'exil. Élu à l'assemblée constituante dans la circonscription de Médenine, il est nommé ministre des Domaines de l'État et des Affaires foncières le 24 décembre 2011.
La cour d'appel de Tunis lui refuse sa demande d'inscription au barreau en janvier 2013, confirmant ainsi la décision du Conseil de l'Ordre national des avocats de Tunisie, car son diplôme étranger ne lui permet pas l'exercice de la profession.